# Sanctum (jeu vidéo)
Sanctum est un jeu de tir à la première personne à la première personne et en même temps un tower defense, développé par Coffee Stain Studios. Il est sorti en pré-vente sur Steam le 24 mai 2011.

## Histoire
Dans Sanctum, le joueur incarne Skye, un soldat d'élite envoyé pour protéger sa ville natale, Elysion One, des hordes de mystérieuses créatures extra-terrestres. Pour réussir sa mission, le joueur doit construire des structures et les améliorer de façon à défendre un "noyau". La différence avec les autres jeux de tourelles/défense est qu'ici, le joueur est présent au sein des tourelles.

## Système de jeu
Le gameplay de Sanctum est séparé en deux phases : phase de construction et phase d'extermination. Dans les phases de construction, les joueurs peuvent construire et améliorer les 8 différentes tours et les 4 différentes armes disponibles. Dans les phases d'extermination, des vagues de créatures diverses vont essayer d'atteindre le "noyau", et les joueurs vont tenter de les en empêcher.